# Anasimyia
Anasimyia es un género de mosca sírfida de la subfamilia Eristalinae.
Algunos taxónomos lo consideran un subgénero de Lejops.

## Especies
- A. annulipes (Macquart, 1850)
- A. billinearis (Williston, 1887)
- A. borealis (Cole, 1921)
- A. chrysostoma (Wiedemann, 1830)
- A. contracta Claussen & Torp, 1980[3]
- A. distinctus (Williston, 1887)
- A. femorata Simic, 1987[3]
- A. interpuncta (Harris, 1776)[3]
- A. inundatus (Violovitsh, 1979)
- A. japonica (Shiraki, 1930)
- A. lineata (Fabricius, 1787)[3]
- A. lunulata (Meigen, 1822)[3]
- A. perfidiosus (Hunter, 1897)
- A. smirnovi (Stackelberg, 1924)
- A. subtransfugus (Stackelberg, 1963)
- A. transfuga (Linnaeus, 1758)[3]